# Dobiegniew (gemeente)
De gemeente Dobiegniew is een stad- en landgemeente in het Poolse woiwodschap Lubusz, in powiat Strzelecko-drezdenecki.
De zetel van de gemeente is in Dobiegniew.
Op 30 juni 2004 telde de gemeente 7010 inwoners.

## Oppervlakte gegevens
In 2002 bedroeg de totale oppervlakte van gemeente Dobiegniew 350,99 km², waarvan:
- agrarisch gebied: 27%
- bossen: 60%

De gemeente beslaat 28,12% van de totale oppervlakte van de powiat.

## Demografie
Stand op 30 juni 2004:
| Omschrijving                   | Totaal | Totaal | Vrouwen | Vrouwen | Mannen | Mannen |
| ------------------------------ | ------ | ------ | ------- | ------- | ------ | ------ |
| eenheid                        | aantal | %      | aantal  | %       | aantal | %      |
| inwoners                       | 7010   | 100    | 3536    | 50,4    | 3474   | 49,6   |
| bevolkingsdichtheid (inw./km²) | 20     | 20     | 10,1    | 10,1    | 9,9    | 9,9    |

In 2002 bedroeg het gemiddelde inkomen per inwoner 1504,85 zł.

## Plaatsen
Chomętowo, Chrapów, Czarnolesie, Derkacze, Dębnik, Dębogóra, Głusko, Grabionka, Grąsy, Grzmikoło, Jarychowo, Kamienna Knieja, Kępa Zagajna, Kowalec, Kubczyce, Lipinka, Lubiewko, Łęczyn, Ługi, Ługowo, Mierzęcin, Młodolino, Moczele, Mostniki, Niwy, Niemiennica, Nowy Młyn, Osieczek, Osiek, Osowiec, Ostrowiec, Ostrowiec-Osada, Ostrowite, Podlesiec, Podszkle, Pokręt, Radachowo, Radęcin, Rolewice, Rozkochowo, Sarbinowo, Sitnica, Sławica, Słonów, Słowin, Starczewo, Stare Osieczno, Suchów, Świnki, Urszulanka, Wilczy Dół, Wołogoszcz, Żeleźnica.

## Aangrenzende gemeenten
Bierzwnik, Człopa, Drezdenko, Krzyż Wielkopolski, Stare Kurowo, Strzelce Krajeńskie